# Carrier Air Wing Six
Das Carrier Air Wing Six (CVW-6) war ein Trägergeschwader der United States Navy.

## Geschichte
Zwischen 1938 und 1992 gab es bei der US Navy drei Trägergeschwader Nr. 6, 1938 bis 1942 die Enterprise Air Group, 1943 bis 1945 die Carrier Air Group Six (CVG-6) und 1943 bis 1992 das Carrier Air Wing Six (CVW-6). Letzteres wurde 1943 bis 1946 als Carrier Air Group Seventeen (CVG-17) bezeichnet, 1946 bis 1948 als Carrier Air Group Five (CVBG-5), 1948 bis 1963 als Carrier Air Group Six (CVG-6) und 1963 bis 1992 als Carrier Air Wing Six (CVW-6). Hierbei ist zu bemerken, dass es bei der amerikanischen Marine keine Fortführung von Traditionsbezeichnungen gibt, wie etwa bei der britischen Royal Navy. Wird eine Einheit der US Navy unter der gleichen Bezeichnung aufgestellt, so ist dies – zumindest offiziell – eine vollkommen neue Einheit.

### Enterprise Air Group

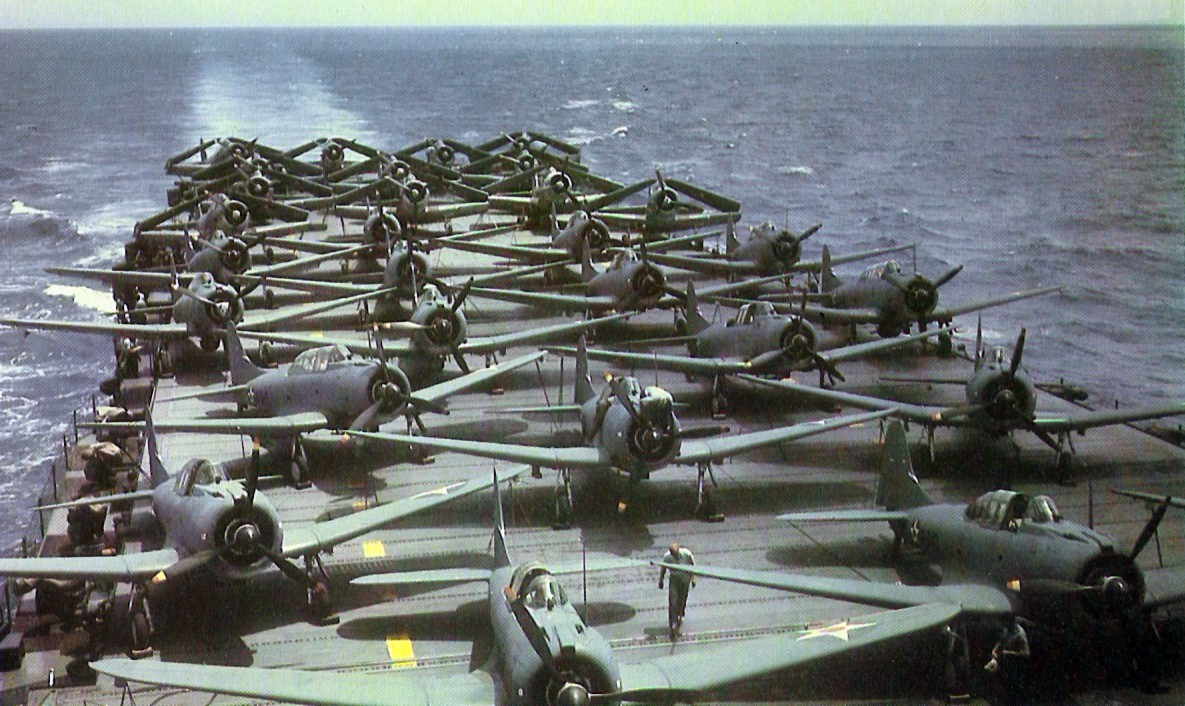
SBD und TBD der Enterprise Air Group Anfang 1942

Am 1. Juli 1938 wurde das Trägergeschwader für den sechs Wochen zuvor in Dienst gestellten Flugzeugträger Enterprise aufgestellt. Entsprechend der damaligen Praxis bestand es aus einer Jagdstaffel (VF) mit 20 Grumman F3F, einer Bomberstaffel (VB) mit 13 Northrop BT, einer Torpedobomberstaffel (VT) mit 20 Douglas TBD und einer Aufklärungsstaffel (VS) mit 20 Curtiss SBC. Entsprechend der Kennung der Enterprise, CV-6 (Flugzeugträger Nr. 6), wurden die Staffeln analog als VF-6, VB-6, VT-6 und VS-6 bezeichnet. Das Trägergeschwader wurde jedoch als Enterprise Air Group bezeichnet.
Zum Zeitpunkt des japanischen Angriffs auf Pearl Harbor am 7. Dezember 1941 befand sich die Enterprise circa 350 km südwestlich von Pearl Harbor, nachdem sie Jagdflugzeuge des United States Marine Corps nach der Insel Wake gebracht hatte. Zur Aufklärung wurden Douglas SBD nach Pearl Harbor entsandt, die während des Angriffs die Insel Oʻahu erreichten. Sechs von ihnen wurden von den Japanern abgeschossen, zwei weitere Grumman F4F später durch schießeifrige Amerikaner.
Nach der vergeblichen Suche nach dem japanischen Angriffsverband konnten Flugzeuge der Enterprise Air Group am 10. Dezember das japanische U-Boot I-70 versenken. Nach dem Abbruch der Rettungsaktion für die Garnison auf Wake wurde die Enterprise Anfang 1942 zum Schutz der Truppenlandungen auf Samoa eingesetzt. Am 1. Februar griffen Flugzeuge des Geschwaders dann japanische Stützpunkte auf Kwajalein, Wotje und dem Maloelap-Atoll an, wobei eine F4F und fünf SBD verlorengingen.
Mitte April 1942 fuhr die Enterprise Geleitschutz für den Flugzeugträger Hornet, von dessen Flugdeck am 18. April 1942 16 B-25-Bomber der USAAF zur (symbolischen) Bombardierung von Zielen in Japan starteten (Doolittle Raid). Enterprise und Hornet verlegten danach in den Südwestpazifik, konnten diesen jedoch nicht mehr rechtzeitig zur Schlacht in der Korallensee erreichen.

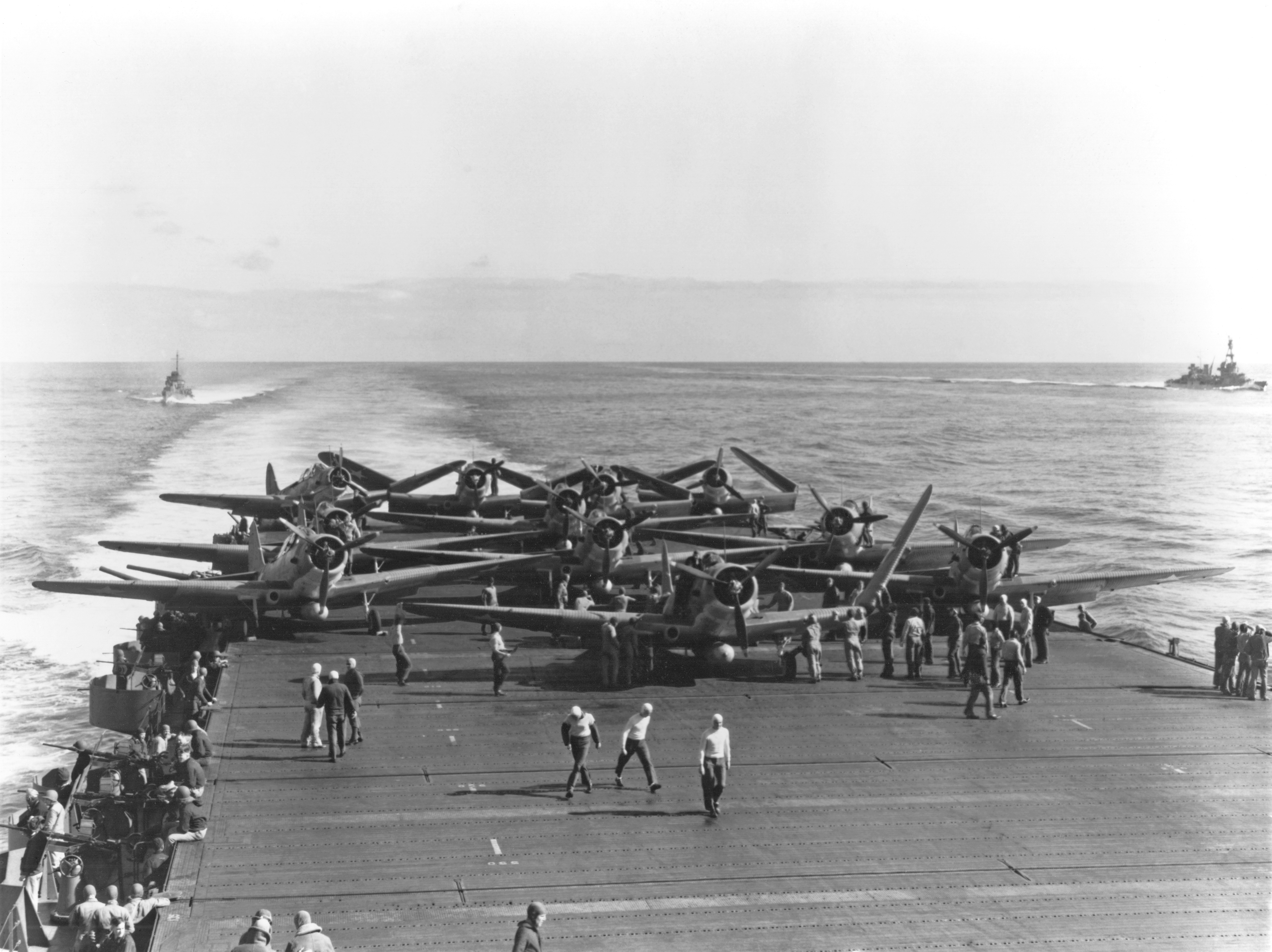
TBD Devastator der Staffel VT-6 in der Schlacht um Midway

Stattdessen waren sie nach Pearl Harbor zurückgerufen worden, um den bevorstehenden japanischen Angriff auf die Midwayinseln zu stoppen, der durch die amerikanische Funkaufklärung erkannt worden war. Als am 4. Juni 1942 die Schlacht um Midway begann, standen deshalb die amerikanischen Flugzeugträger Enterprise, Yorktown und Hornet in einer günstigen Position, so dass die Flugzeuge des Trägergeschwaders der Enterprise die japanischen Flugzeugträger Akagi und Kaga versenken konnten, die der Yorktown den Träger Sōryū. Da die Yorktown selbst schwer beschädigt worden war, wurden die Flugzeuge der Yorktown Air Group der der Enterprise unterstellt. Am selben Tag konnten sie noch den letzten japanischen Flottenträger Hiryū versenken sowie am 6. Juni den schweren Kreuzer Mikuma.
Die Enterprise Air Group selbst musste ebenfalls schwere Verluste hinnehmen, insgesamt gingen 10 TBD, 20 SBD und eine F4F verloren.
Im Juli 1942 wurden die Staffeln des Geschwaders aufgefüllt und die veralteten Douglas-TBD-Torpedobomber gegen Grumman TBF ausgetauscht. Ab Anfang August wurde das Trägergeschwader bei den Kämpfen um die Salomonen-Insel Guadalcanal eingesetzt. Zusammen mit den Trägergeschwadern der Flugzeugträger Saratoga und Wasp unterstützten die Enterprise Air Group die Landungen ab dem 7. August. Am 24. August wurde die Enterprise so schwer beschädigt, dass sie zur Reparatur nach Pearl Harbor musste, ohne dass die Flugzeuge des Geschwaders die japanischen Träger finden konnten. Die Staffel VF-6 war jedoch an dem Abschuss von circa 40 japanischen Flugzeugen bei der Verteidigung der Enterprise beteiligt. Nach der Rückkehr nach Pearl Harbor wurde die Enterprise Air Group aufgelöst, da ab September 1942 die Trägergeschwader nummeriert wurden.

### Carrier Air Group Six

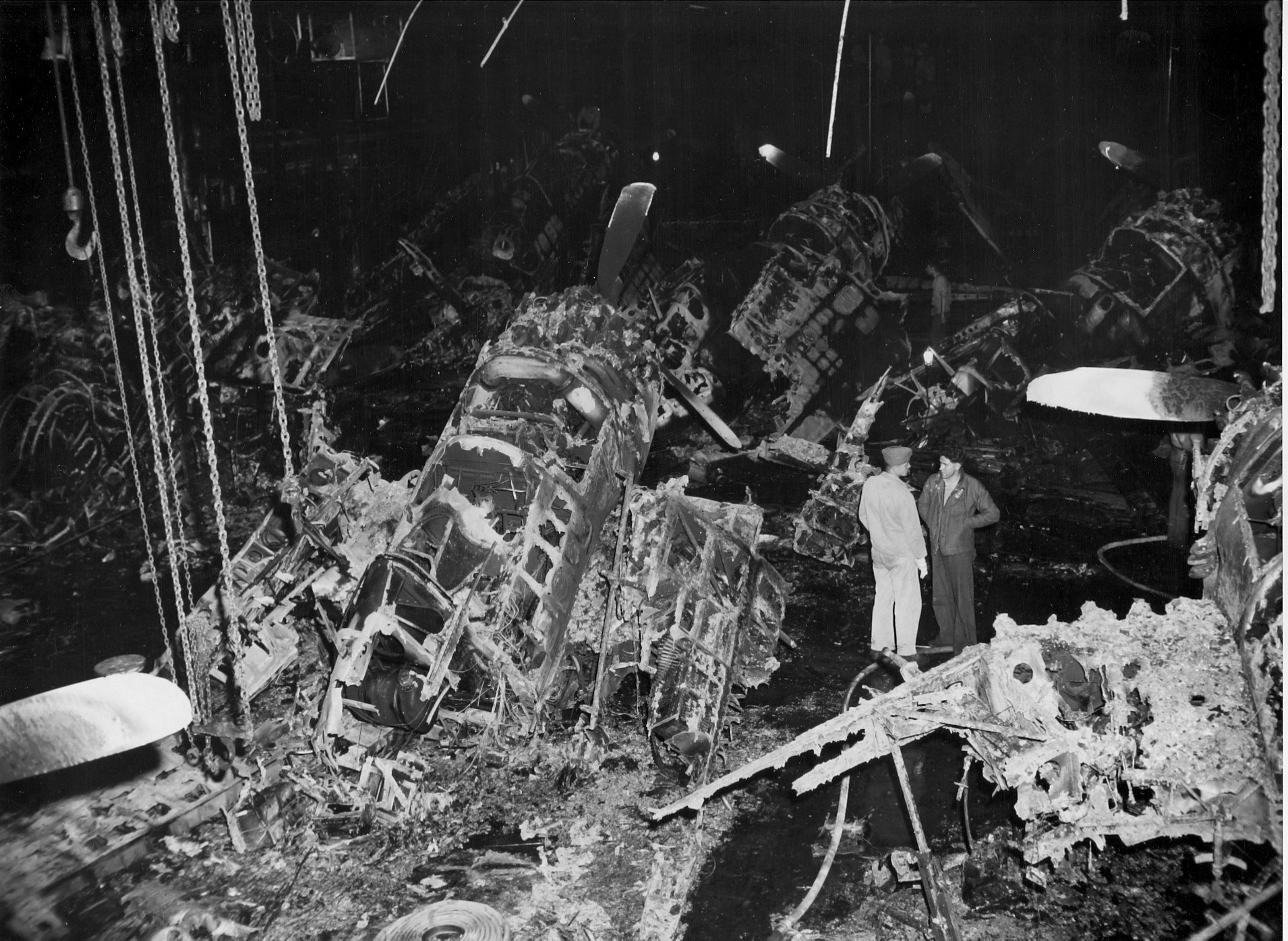
Zerstörte Flugzeuge der CVG-6 auf der Hancock im April 1945

Am 15. März 1943 wurde die Carrier Air Group Six (CVG-6) neu aufgestellt. Nach der von Juli bis Oktober andauernden Modernisierung der Enterprise wurde sie wieder diesem Flugzeugträger zugeteilt. Vom 19. bis 21. November 1943 unterstützten die Flugzeuge des Geschwaders die Landungen auf der Insel Makin, am 4. Dezember Kwajalein. Ende 1943 verließ das Geschwader die Enterprise und wurde auf den Flugzeugträger Intrepid verlegt. Vom 16. Januar 1944 bis Anfang Februar 1944 wurden Angriffe zur Unterstützung der Landungen auf Kwajalein geflogen. Am 17. Februar war das Geschwader an der Operation Hailstone beteiligt, den Angriffen auf die japanische Flottenbasis Truk. Noch in der Nacht wurde die Intrepid von einem japanischen Flugzeugtorpedo getroffen, sodass sie nach San Francisco zurückkehren musste. CVG-6 verließ die Intrepid kurz vor dem Einlaufen am 22. März 1944. Während des Einsatzes hatte CVG-6 zwölf japanische Flugzeuge abschießen können, 42 am Boden zerstört und fünf japanische Schiffe versenkt. Das Geschwader verlor neun Flugzeuge, wobei neun Piloten und vier Besatzungsmitglieder ums Leben kamen. Der nächste Einsatz erfolgte ab März 1945 von Bord des Flugzeugträgers Hancock. Vom 23. bis 27. März flog das Geschwader Angriffe auf die Nansei-Inseln und die Daitō-Inseln sowie Kyushu gegen Ende des Monats. Ab dem 1. April unterstützte das Geschwader die Landungen auf Okinawa. Am 7. April jedoch wurde die Hancock von einem Kamikaze-Flieger getroffen. Hierbei wurden 62 Besatzungsmitglieder getötet und 71 verletzt sowie viele Flugzeuge des Geschwaders zerstört. Die Hancock musste zur Reparatur in die USA und das Geschwader sah bis zu seiner Auflösung am 29. Oktober 1945 keinen Einsatz mehr.

### Carrier Air Group Seventeen

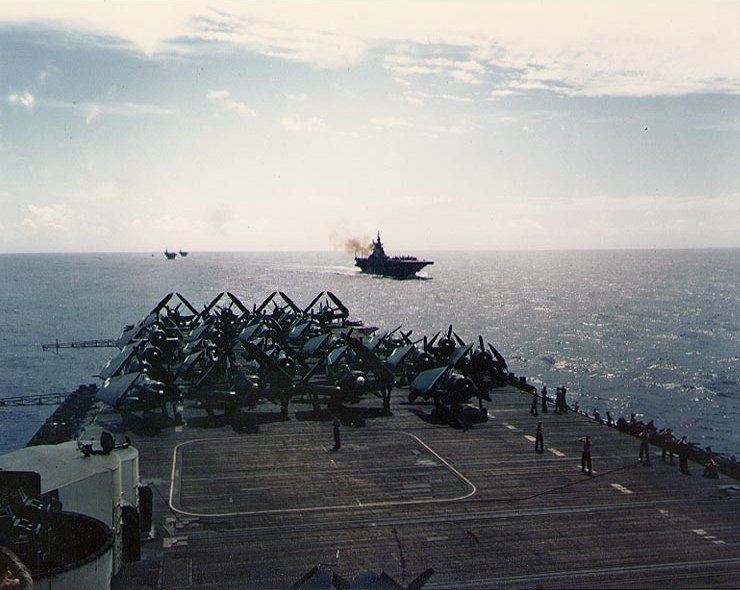
CVG-17 an Bord der Hornet im Juni 1945

Am 1. Januar 1943 wurde die Carrier Air Group Seventeen (CVG-17) aufgestellt. Sie wurde am 15. November 1946 in Carrier Air Group Five (CVBG-5) und am 27. Juli 1948 in Carrier Air Group Six (CVG-6) umbenannt. CVG-17 wurde als Trägergeschwader des neuen Flugzeugträgers Bunker Hill der Essex-Klasse aufgestellt. Als erstes Geschwader erhielt es das neue Jagdflugzeug Vought F4U Corsair sowie den Sturzbomber Curtiss SB2C Helldiver. Da jedoch bei der Corsair Probleme beim Landen auftraten, wurde die Jagdstaffel VF-17 von Land aus eingesetzt und durch die mit Grumman F6F Hellcat ausgerüstete Jagdstaffel VF-18 ersetzt. Das Geschwader wurde erstmals am 11. November 1943 bei einem Angriff auf den japanischen Stützpunkt Rabaul eingesetzt. Hierbei flog VF-17 von Land aus Jagdschutz über der Bunker Hill, während das eigene Geschwader den Angriff flog. Vom 13. November bis 8. Dezember unterstützte das Geschwader die Eroberung der Gilbert-Inseln. Am 25. Dezember, 1. und 4. Januar wurde Kavieng im Bismarck-Archipel angegriffen. Vom 29. Januar bis 8. Februar 1944 nahm CVG-17 an der Eroberung der Marshallinseln teil. Bei den Angriffen auf die japanische Flottenbasis Truk am 17. und 18. Februar konnte das Geschwader acht japanische Schiffe versenken. Nach einem Angriff auf die Marianen-Inseln am 23. Februar verließ das Geschwader die Bunker Hill zur Auffrischung.

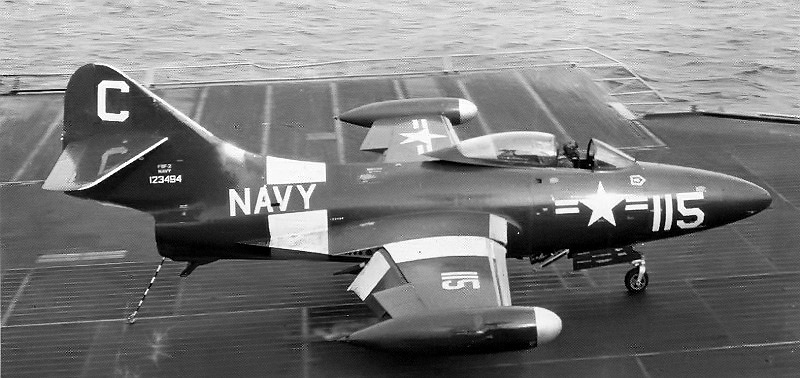
F9F-2 der Staffel VF-21 an Bord der Midway, 1952

Von April bis November 1944 folgte eine Trainingsperiode in Kalifornien, wobei im August 1944 Trainingseinsätze vom Geleitträger Takanis Bay aus geflogen wurden und im Oktober von der Ranger. Teil des Geschwaders war wieder die Jagdstaffel VF-17, allerdings ausgerüstet mit Grumman F6F Hellcat. Bis Januar folgte eine Verlegung des Geschwaders über Pearl Harbor zur amerikanischen Flottenbasis Ulithi mit den Geleitträgern Hollandia, Nassau und Kasaan Bay. Vom 1. Februar bis zum 13. Juni 1945 wurde das Geschwader dann auf dem Flugzeugträger Hornet eingesetzt. Am 16./17. Februar griff das Geschwader Ziele im Raum Tokio an, vom 18. bis 22. Februar unterstützte es die Landung auf Iwojima. Vom 18. März bis 3. Juni wurden Angriffe auf und um die japanischen Hauptinseln geflogen, um die Landung auf Okinawa vorzubereiten und ab 1. April zu unterstützen. Die Flugzeuge des CVG-17 waren dabei auch am 7. April 1945 an der Versenkung des japanischen Schlachtschiffs Yamato beteiligt. Am 13. Juni 1945 verließ CVG-17 die Hornet und erreichte am 8. Juli wieder die Vereinigten Staaten.
Am 15. November 1946 wurde das Geschwader in Carrier Air Group Five (CVBG-5) umbenannt und 1947 und 1948 auf den Jungfernfahrten der neu in Dienst gestellten Flugzeugträger Valley Forge und Coral Sea eingesetzt.

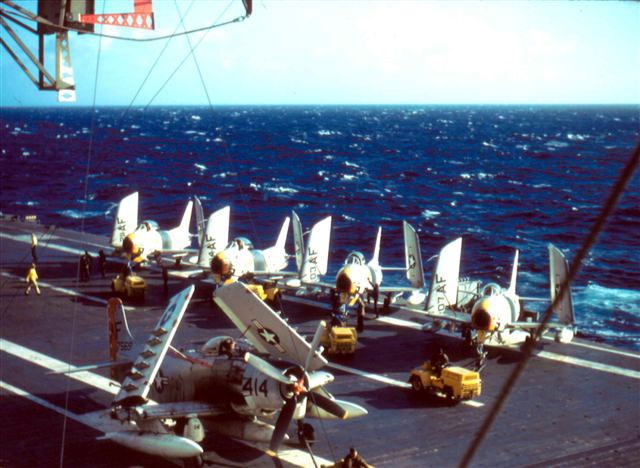
AD-6 und FJ-3 des CVG-6 1957 auf der Intrepid

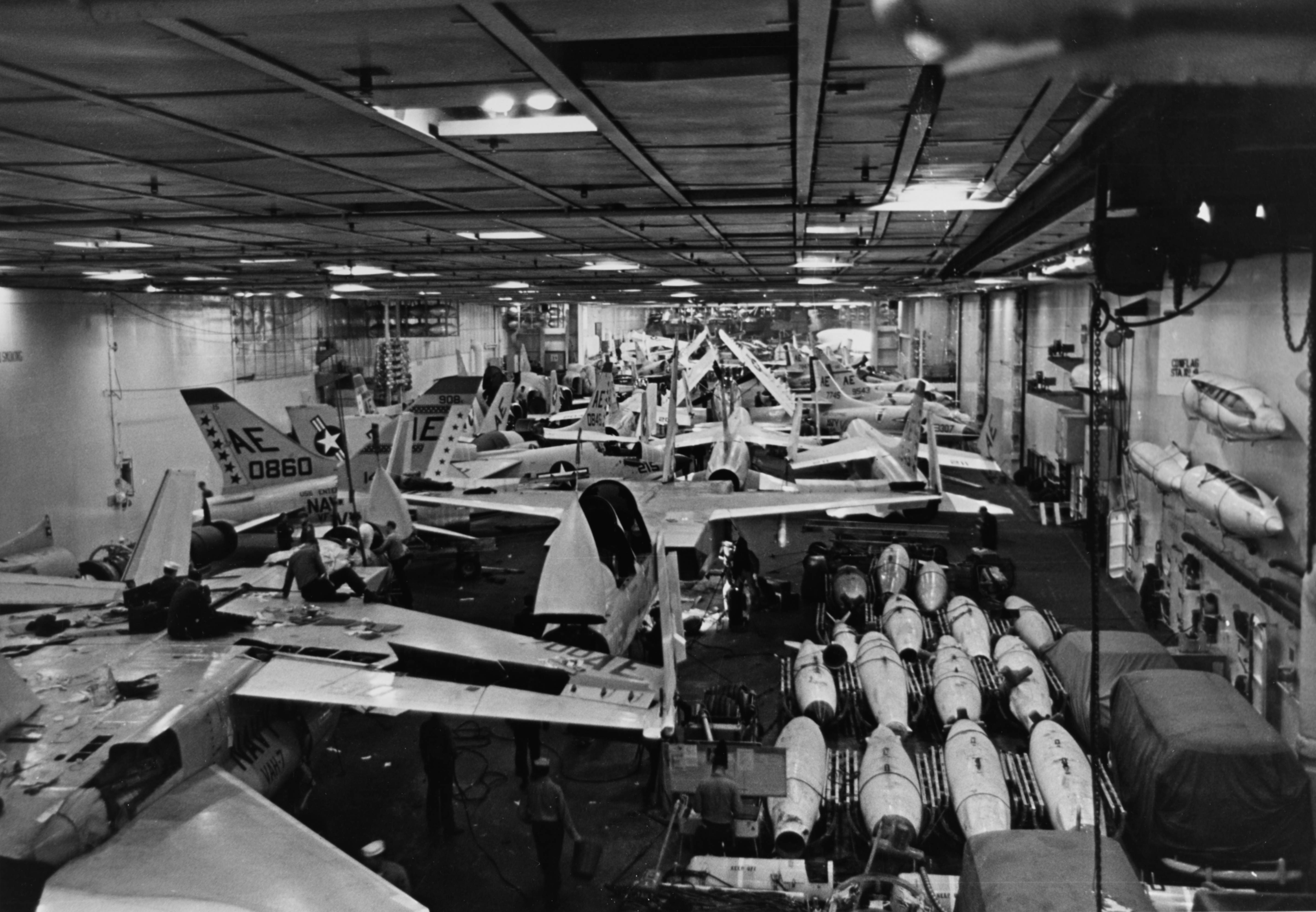
CVW-6 im Hangar der Enterprise 1964

### Carrier Air Wing Six
Am 27. Juli 1948 erfolgte dann die endgültige Umbenennung in Carrier Air Group Six (CVG-6), am 20. Dezember 1963 wurde das Geschwader in Carrier Air Wing Six (CVW-6) umbenannt. Als Geschwader der Atlantikflotte wurde CVG-6 hauptsächlich im Atlantik und dem Mittelmeer eingesetzt. 1949 und 1951 erfolgten zwei Einsatzfahrten auf dem Flugzeugträger Franklin D. Roosevelt, 1952 bis 1954 vier auf der Midway. Die Einsatzfahrt 1955/56 auf der Lake Champlain war die letzte des Geschwaders auf einem Träger ohne Schräglandedeck. 1957 bis 1962 war das Geschwader dann für vier Einsatzfahrten auf dem Flugzeugträger Intrepid stationiert. Im August 1962 wechselte das Geschwader auf das damals größte Kriegsschiff der Welt, den Flugzeugträger Enterprise. Im Oktober des gleichen Jahres war das Geschwader bei der Blockade Kubas während der Kubakrise eingesetzt. 1963 folgte eine weitere Einsatzfahrt ins Mittelmeer. Vom 31. Juli bis 3. Oktober nahm das Geschwader an der Operation Sea Orbit teil, die erste Weltumrundung von ausschließlich durch Atomkraft angetriebene Schiffe.

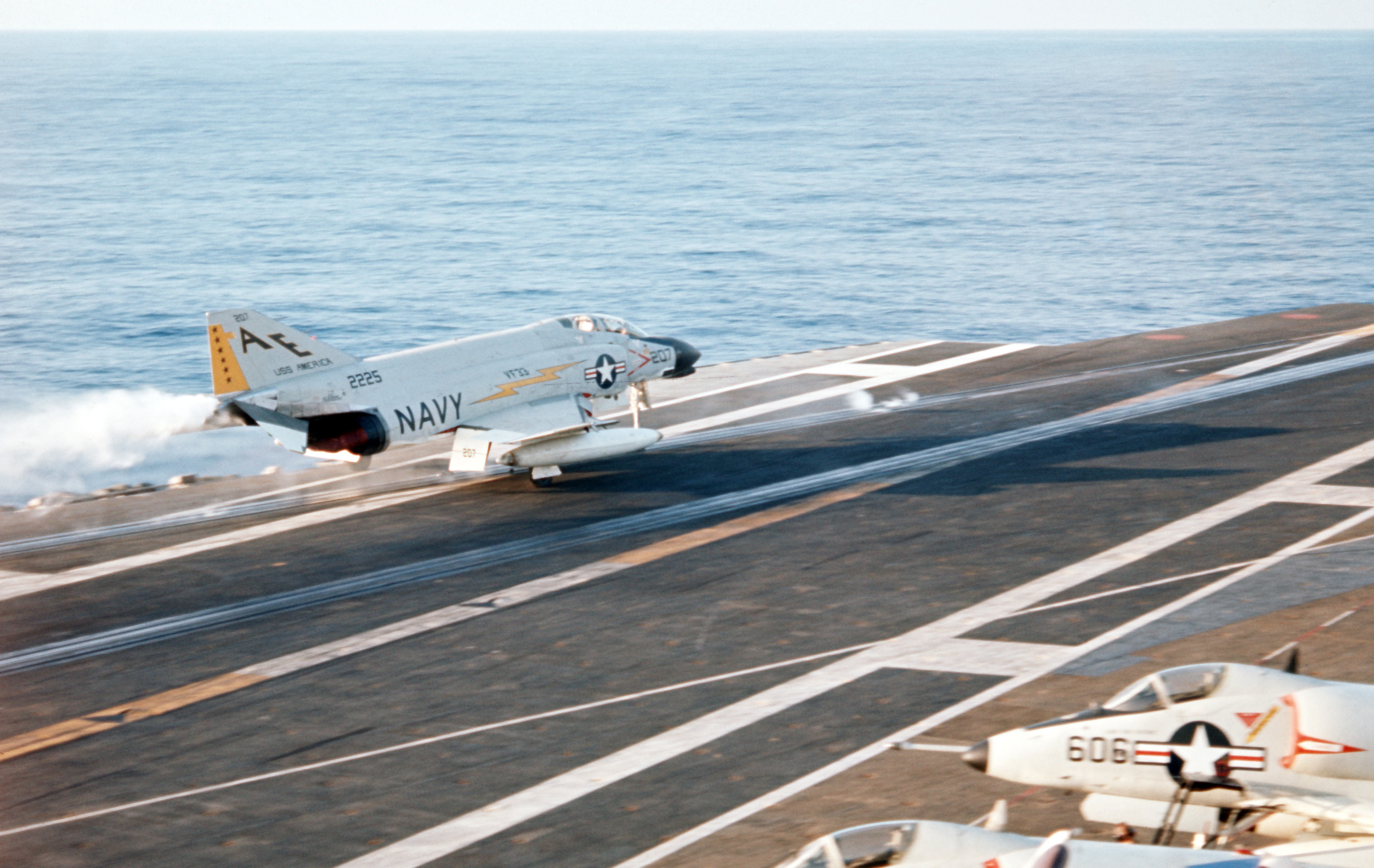
Eine F-4B der Staffel VF-33 startet von der America

1965 bis 1968 war CVW-6 dann dem Flugzeugträger America zugeteilt. Im April 1967 verlegte die America in griechische Gewässer, um für dann doch nicht notwendige Evakuierungsmaßnahmen nach dem Militärputsch in Griechenland bereitzustehen. Im Juni 1967 war die America dann mit der Saratoga im westlichen Mittelmeer eingesetzt, als der Sechstagekrieg im Nahen Osten ausbrach. Hubschrauber des CVW-6 waren an den Rettungsmaßnahmen für das amerikanische Aufklärungsschiff Liberty beteiligt, das am 8. Juni 1967 irrtümlich von israelischen Flugzeugen angegriffen worden war. Vom 10. April bis 16. Dezember 1968 wurde das Geschwader dann im Vietnamkrieg eingesetzt, wobei an 112 Tagen Einsätze geflogen wurden. Am 10. Juli 1968 konnten Piloten der Jagdstaffel VF-33 Tarsiers eine nordvietnamesische MiG-17 abschießen.
Zwischen 1970 und 1975 machte das Geschwader dann fünf Einsatzfahrten ins Mittelmeer auf dem Flugzeugträger Franklin D. Roosevelt. Während des Jom-Kippur-Krieges im Oktober 1973 befand sich die Franklin D. Roosevelt ebenfalls im Mittelmeer. Zur Unterstützung Israels initiierten die USA die Operation Nickel Grass, mit der Israel massiv per Luftbrücke mit Nachschub versorgt wurde. Transportflugzeuge der USAF flogen von den USA nur über internationale Gewässer und wurden im Mittelmeer von den Jagdflugzeugen der Trägergeschwader CVW-1 (auf der John F. Kennedy), CVW-7 (auf der Independence) und CVW-6 eskortiert. Die Träger operierten jeweils etwa 500 km voneinander entfernt, wobei Independence am weitesten östlich, südlich der Insel Kreta, stand, während die Franklin D. Roosevelt südlich von Sizilien operierte. Daneben dienten die Flugzeugträger auch als Zwischenlandeplätze für A-4E Skyhawk-Jagdbomber, die aus Beständen der US Navy an Israel abgegeben wurden, um die erlittenen Verluste auszugleichen.

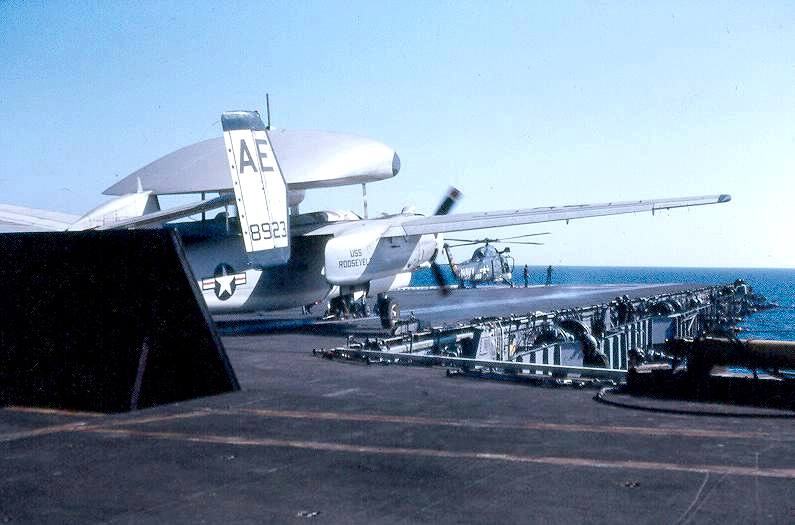
E-1B der Staffel VAW-121 1970 auf der Franklin D. Roosevelt

1976 bis 1978 war CVW-6 wieder für zwei Einsatzfahrten auf der America stationiert. 1979 bis 1985 verlegte das Geschwader dann auf dem Flugzeugträger Independence für fünf Einsatzfahrten, von denen drei auch in den Indischen Ozean führten. Ende Oktober 1983 unterstützte CVW-6 die US-amerikanische Intervention auf der Karibik-Insel Grenada.
1986 bis 1991 wechselte das Geschwader auf den Flugzeugträger Forrestal. Neben Einsätzen im Mittelmeer und in Indischen Ozean nahm die Forrestal 1987 auch am NATO-Manöver Ocean Safari '87 teil, das eine Verteidigung Norwegens beinhaltete. Anfang Dezember 1989 sicherte CVW-6 das Gipfeltreffen des US-Präsidenten Bush mit dem sowjetischen Generalsekretär der KPdSU Gorbatoschow auf Malta. Nach der Rückkehr von der letzten Einsatzfahrt und der baldigen Außerdienststellung der Forrestal im Dezember 1991 wurde auch beschlossen, das Carrier Air Wing Six im Rahmen der Reduzierungen der Streitkräfte nach dem Ende des Kalten Krieges zu deaktivieren. CVW-6 wurde am 1. April 1992 außer Dienst gestellt.

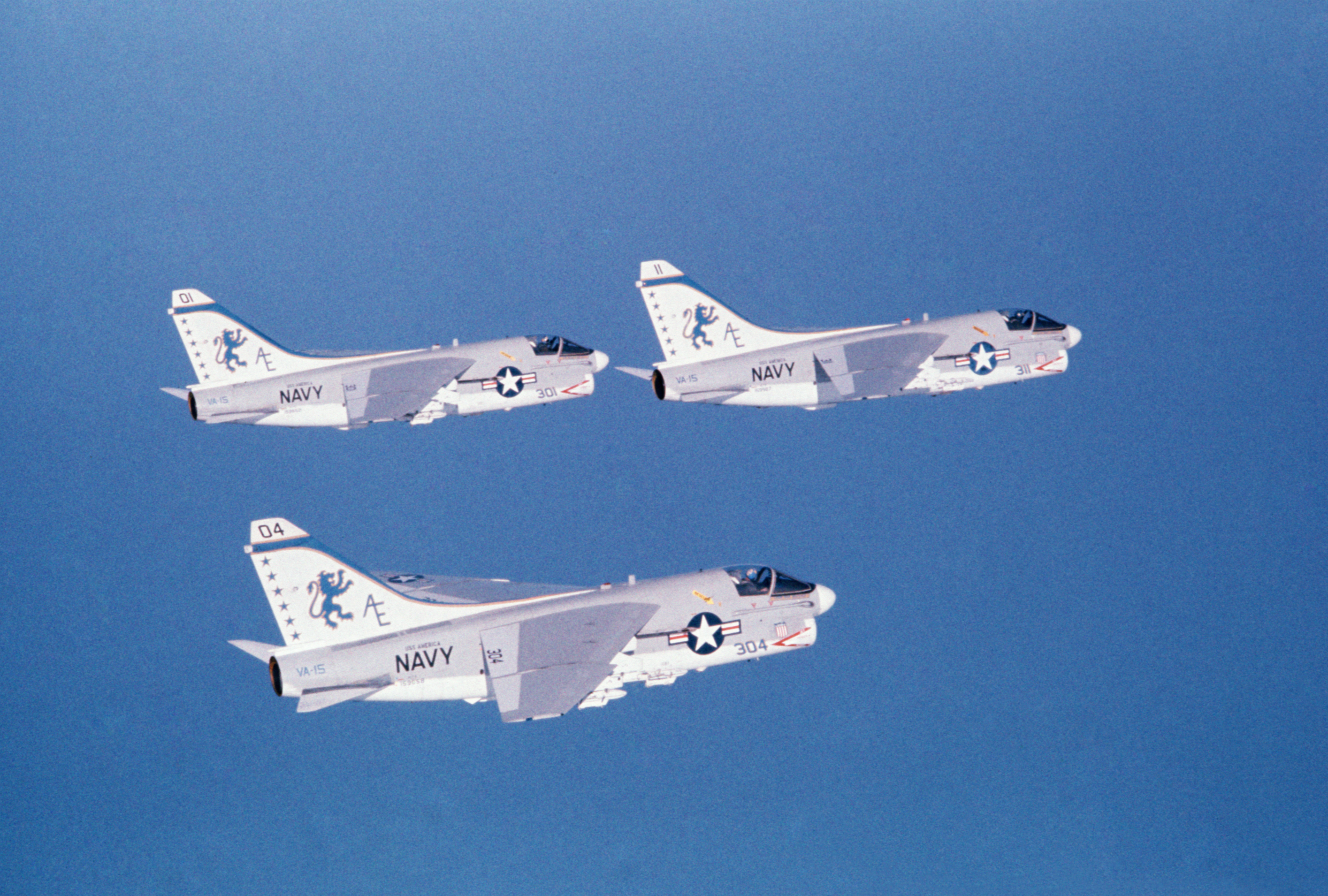
A-7E der Staffel VA-15 Valions 1976

## Kennung und Zusammensetzung 1964
Seit 1945 gibt es bei der US Navy ein festes System zur Identifizierung von Geschwadern oder Staffeln (Visual Identification System for Naval Aircraft). Anfänglich bestand dies aus geometrischen Mustern auf dem Heckleitwerk. So erkannte man die Flugzeuge des Flugzeugträgers Bunker Hill an einem nach oben zeigenden weißen Pfeil, die der Hornet an zwei weißen Quadraten. Da diese jedoch schwer zu merken oder zu beschreiben waren, wurden schon im Juni 1945 Buchstaben eingeführt, um die Geschwader zu unterscheiden. 1957 wurden die einzelnen Buchstaben durch doppelte ersetzt. Im Allgemeinen haben die Geschwader der Atlantikflotte als ersten Buchstaben ein „A“, die der Pazifikflotte ein „N“. CVBG-5 und CVG-6 erkannte man 1946 bis 1957 an dem auf dem Heckleitwerk angebrachten Codebuchstaben (Tailcode) C. 1957 bis 1962 führten die Flugzeuge des Geschwaders den Tailcode AF und 1963 bis 1992 AE. Die einzelnen Staffeln des Geschwaders werden in 100er-Schritten durchnummeriert, das Flugzeug des Geschwaderkommandeurs (Commander, Air Group (CAG)) erkennt man an der auf „00“ endenden taktischen Nummer.
Folgende Staffeln gehörten beispielsweise bei der Einsatzfahrt 1964 und der Operation Sea Orbit zwischen 4. Februar und dem 3. Oktober 1964 auf der Enterprise zum Geschwader:

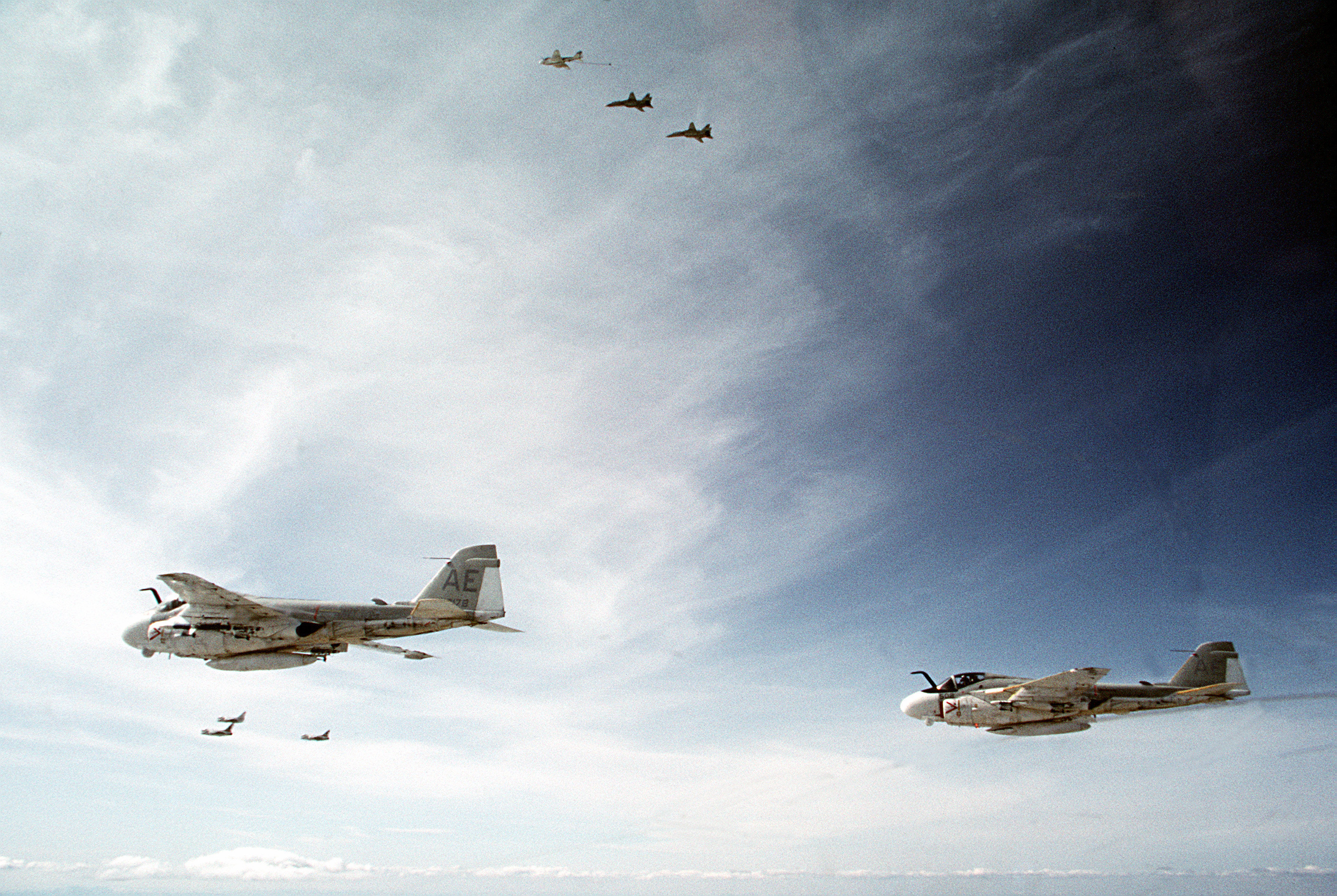
Flugzeuge des CVW-6 1983

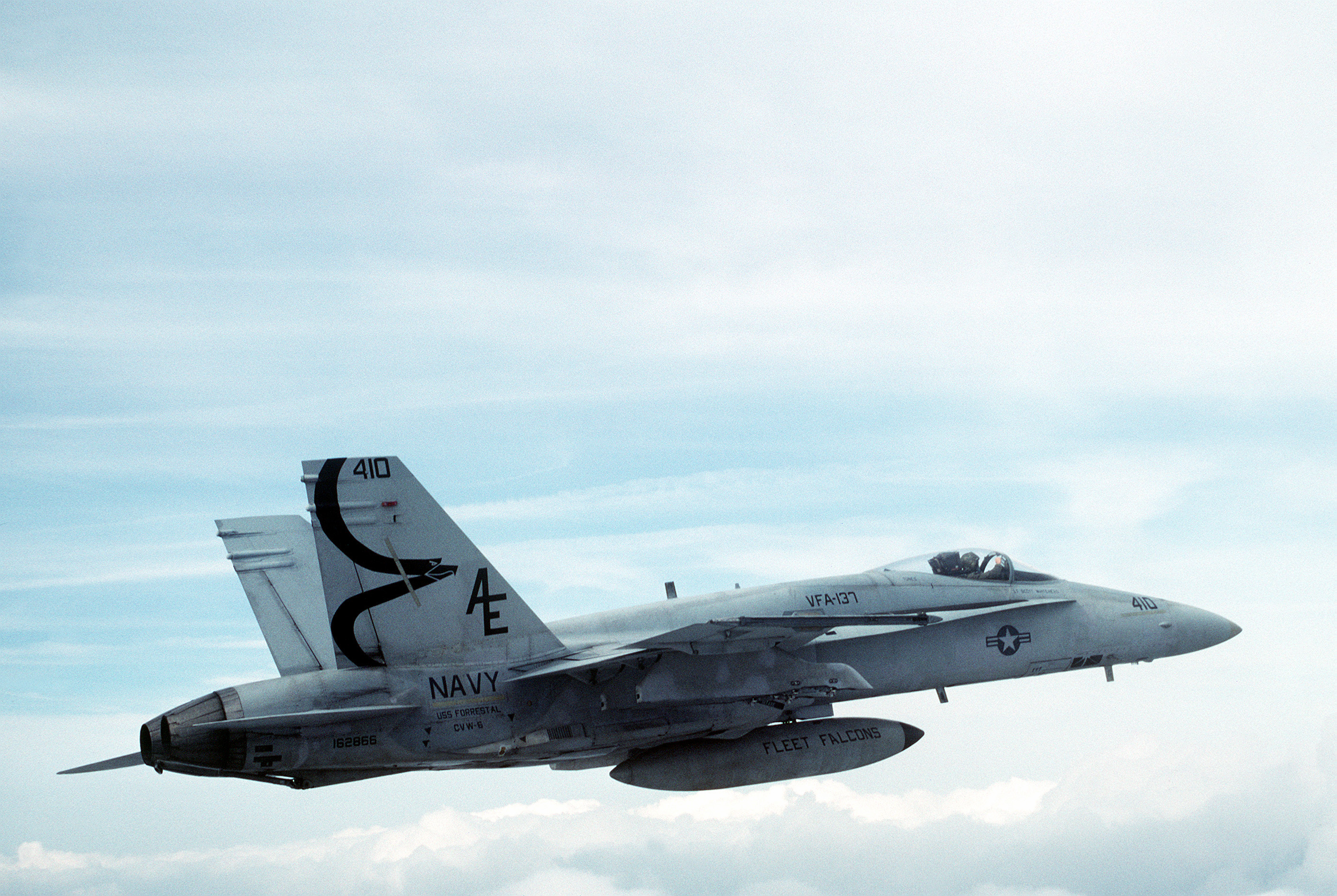
F/A-18A der VFA-137 vor der letzten Einsatzfahrt 1991

| taktische Nummer | Staffel        | Flugzeugtyp                   | Spitzname                |
| ---------------- | -------------- | ----------------------------- | ------------------------ |
| 100              | VF-102         | McDonnell F-4B Phantom II     | Diamondbacks             |
| 200              | VF-33          | Vought F-8E Crusader          | Tarsiers                 |
| 300              | VA-66          | Douglas A-4C Skyhawk          | Waldos                   |
| 400              | VA-64          | Douglas A-4C Skyhawk          | Black Lancers            |
| 500              | VA-65          | Douglas A-1 Skyraider         | Tigers                   |
| 600              | VA-76          | Douglas A-4C Skyhawk          | Spirits                  |
| 700              | VAH-7          | North American A-5A Vigilante | Peacemakers of the Fleet |
| GE 800           | VAW-12 DET.65  | Grumman E-1B Tracer           | Bats                     |
| GD 8xx           | VAW-33 DET.65  | Douglas EA-1F Skyraider       | Night Hawks              |
| GA 900           | VFP-62 Det. 65 | Vought RF-8A Crusader         | Fighting Photos          |
| HU 00            | HU-2 Det. 65   | Kaman UH-2A Seasprite         | Fleet Angels             |
| xx               | VRC-40 Det. 65 | Grumman C-1A Trader           | Rawhides                 |